# Tullius Forsell
Tullius Walfrid Forsell, född 12 december 1840 i Erikstads församling, Älvsborgs län, död 12 oktober 1916 i Vänersborg, var en svensk kronofogde och riksdagsman. 
Forsell var kronofogde i Väne fögderi 1873-1910 och ledamot av riksdagens andra kammare 1891-1896, invald i Vänersborgs, Åmåls och Kungälvs valkrets.